# Miscogasteriella nigricans
Miscogasteriella nigricans är en stekelart som först beskrevs av Masi 1927.  Miscogasteriella nigricans ingår i släktet Miscogasteriella och familjen puppglanssteklar. Inga underarter finns listade i Catalogue of Life.